# K-ON!
K-ON! (けいおん!, Keion!) est un manga comique au format Yonkoma écrit et illustré par Kakifly.
Il a été prépublié entre avril 2007 et septembre 2010 dans les magazines Manga Time Kirara (ja) et Manga Time Kirara Carat (ja), et a été compilé en un total de quatre tomes. La version française est éditée en intégralité par Kazé. Un second cycle a ensuite été pré-publié entre avril 2008 et juin 2012 dans les mêmes magazines, et a été compilé en un total de deux tomes.
Une série télévisée d'animation produite par le studio Kyoto Animation a été diffusée au Japon du 3 avril au 29 juin 2009 sur la chaîne TBS. Une seconde saison a ensuite été diffusée du 7 avril au 29 septembre 2010. Plusieurs OAV ont également été produits.
Par ailleurs, huit anthologies, « K-ON! Anthology comic », sont sorties au Japon chez le même éditeur. L'auteur n'y participe pas, mis à part un dessin avec remerciement à la fin de chaque tome. En effet, l'œuvre regroupe uniquement des dōjinshi et illustration de divers mangaka ou amateur.

## Synopsis
L'histoire de K-ON! tourne autour du club de musique du lycée Sakuragaoka. À son arrivée en seconde, Ritsu Tainaka force sa meilleure amie d'enfance, Mio Akiyama, à rejoindre le groupe de musique légère. Cependant, le club risque la fermeture s'il ne compte pas quatre membres au minimum. Ritsu, auto-proclamée "chef" du groupe, parvient à recruter Tsumugi Kotobuki. Parallèlement, on suit l'entrée en seconde de Yui Hirasawa, jeune fille dynamique, tête en l'air et très gourmande. Quelques semaines plus tard, Nodoka Manabe, son amie d'enfance, pousse cette dernière à rejoindre un club sous peine de ne jamais "s'intégrer dans la société". Yui choisit finalement d'intégrer le groupe de musique légère, sans même savoir ce qu'elle y ferait. Par la suite, Yui décide d'apprendre la guitare sous l’œil bienveillant de ses nouvelles amies. Plus tard, Azusa rejoindra le groupe en tant que seconde guitariste.

## Personnages
Les personnages de K-ON! ont des noms dérivés des membres des groupes japonais P-Model.

### Hôkago Tea Time
Yui Hirasawa (平沢 唯, Hirasawa Yui)
Voix japonaise : Aki Toyosaki, voix française : Jennifer Fauveau (d)

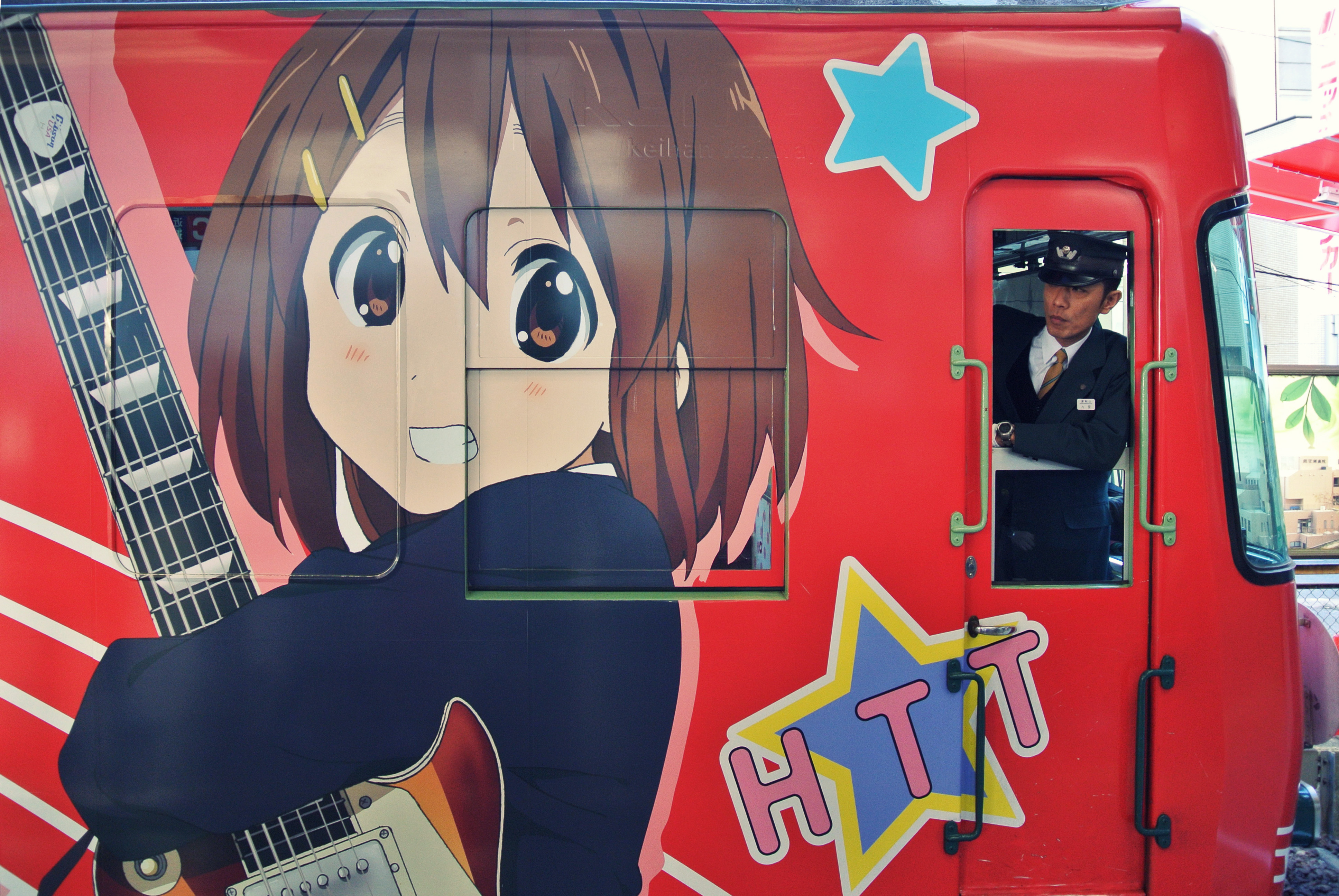
Portail de Yui Hirasawa sur un train de la compagnie Keihan Electric Railway en 2011 à Ōtsu.

Yui est un des personnages principaux de K-ON!. Elle est l'une des membres du club de musique, elle est la guitariste et la chanteuse du groupe ; elle joue sur une guitare électrique Gibson Les Paul Heritage Cherry Sunburst qu'elle surnomme "Guitah" dans l'animé ("Magui" dans le manga). Elle ne réussit pas bien à l'école même si, lorsqu'elle fait des efforts, elle peut arriver à des résultats stupéfiants, comme on peut le voir lorsqu'elle est coachée par Mio pour passer son rattrapage. Yui est de nature plutôt innocente et insouciante, mais peut, si elle est motivée, avoir une incroyable concentration, bien qu'elle semble ne pouvoir se focaliser que sur une tâche à la fois. Elle oubliera par exemple les accords qu'elle a appris avant de réviser son test de rattrapage. Son nom de famille est calqué sur celui du guitariste de P-Model: Susumu Hirasawa (平沢 進, Hirasawa Susumu).
Mio Akiyama (秋山 澪, Akiyama Mio)
Mio est une fille d'apparence timide et peureuse. Bassiste et quelquefois la chanteuse du groupe, elle joue sur une basse Fender Jazz Bass 3-Colors Sunburst pour gauchère et écrit les paroles des chansons du groupe. Elle voulait au départ rejoindre le club de littérature mais fut forcée de rentrer dans celui de musique par son amie d'enfance Ritsu. Très bonne élève mais aussi très sensible, et ne supporte pas de voir ses amies souffrir. Le cas échéant, elle prend une position fœtale qui la caractérise dans ces moments pénibles. Si parfois elle peut paraître stricte, elle est souvent embarrassée. Elle explique son choix pour la basse par le fait que c'est un instrument discret au milieu d'un groupe, reflétant ainsi au mieux sa personnalité. Il lui arrive parfois d'avoir une personnalité se rapprochant fortement des yanderekko quand elle est avec Ritsu. Son nom est une référence au bassiste et claviériste de P-Model, Katsuhiko Akiyama.
Ritsu Tainaka (田井中 律, Tainaka Ritsu)
Ritsu est la présidente autoproclamée du club. Elle est batteuse et préfère jouer sur son set Higpig de Yamaha Drums. Elle est dotée d'une personnalité ambiguë et a souvent la fâcheuse habitude d'oublier toutes les activités et/ou annonces importantes du club de musique. Elle raconte que son choix s'est porté sur la batterie parce que c'est « cool » mais surtout parce qu'avec les autres instruments, les mouvements frénétiques des doigts l'énervent et l'exaspèrent.
Ritsu est l'amie d'enfance de Mio et ne manque pas une seule occasion de venir taquiner cette dernière. Son nom de famille est inspiré par l'ex-batteur du groupe P-Model, Sadatoshi Tainaka.
Tsumugi Kotobuki (琴吹 紬, Kotobuki Tsumugi)
Tsumugi, souvent surnommée Mugi par ses amies, est une fille provenant d'un milieu aisé. Avec sa personnalité charmante et généreuse, elle est la pianiste du groupe et joue de son synthé Korg Triton Extreme 88 Key. Mugi joue du piano depuis ses quatre ans et a remporté beaucoup de concours avec son instrument. Elle est la fille d'un chef d'entreprise et sa famille est propriétaire de plusieurs villas dans tout le Japon. Lorsque Yui va acheter sa guitare, le père de Tsumugi étant le chef du magasin, celle-ci jouera de sa position pour négocier une remise sur le prix de la Gibson. Elle apporte souvent des pâtisseries dans la salle de répétition. Elle est captivée par la vue d'une relation entre deux filles, et n'hésitera pas à avoir des pensées osées à ce propos. Mugi devait à l'origine se tourner vers la chorale du lycée mais a préféré choisir le club de musique après avoir été chaleureusement encouragée par Ritsu. C'est Hikaru Kotobuki, l'ex-pianiste du groupe P-Model qui lui prête son nom.
Azusa Nakano (中野 梓, Nakano Azusa)
Azusa, affectueusement surnommée « Azu-nyan » par Yui, est une nouvelle étudiante qui se joint au groupe dans le second tome. Elle est la deuxième guitariste du groupe et joue sur une Fender '65 Mustang se présentant comme une guitariste novice. En réalité, elle joue de la guitare depuis cinq ans et est bien meilleure que Yui. Au début, elle doute du sérieux du club à cause du service de thé et des loisirs de la conseillère mais elle devient rapidement membre à part entière du groupe. Elle est plus sérieuse que les autres filles, et est une sorte de tsundere car elle n’aime souvent pas admettre ses vrais sentiments.
Avec Yui et Ui, Azusa est l'un des rares personnages utilisés comme narrateur dans certains épisodes. C'est en effet l'un des rares personnages dont les pensées sont parfois dévoilées au spectateur.

### Autres
Sawako Yamanaka (山中 さわ子, Yamanaka Sawako)
Sawako est la conseillère du club des instruments à vent du lycée dont elle est diplômée. Elle est surnommée affectueusement Sawa-chan par Ritsu et Yui.
C'est une ancienne membre du club de musique et elle a fondé un groupe de heavy metal du nom de Death Devil avec ce dernier, son nom de scène ayant été Catherine. Cependant, elle ne veut pas que ses proches soit au courant qu'elle fut dans ce groupe.
Elle est finalement contrainte d'accepter de devenir la conseillère en chef du groupe de musique soft, après le chantage de Ritsu sur son passé. C'est elle qui donne le nom du groupe "Hokago Tea Time" car les membres n'arrivaient pas à se décider.
Bien que donnant une image sage et posée d'elle-même, elle se révèle être un personnage totalement différent quand elle est seule avec le groupe, semblant même être paresseuse et irresponsable quand elle se plaît à « cosplayer », au grand dam de Mio.
Son nom de famille est inspiré de Sawao Yamanaka, le chanteur et guitariste de The Pillows.
Nodoka Manabe (真鍋 和, Manabe Nodoka)
Nodoka est l'amie d'enfance de Yui, et membre du conseil étudiant. Elle est dans la même classe que Mio dans le 2e tome qui apprécie grandement sa compagnie.
Son nom vient de Yoshiaki Manabe, l'autre guitariste des Pillows.
Ui Hirasawa (平沢 憂, Hirasawa Ui)
Ui est la petite sœur de Yui.
Contrairement à sa sœur, elle se montre polie et mature, sachant mener la maison comme une adulte. Elle a un grand talent de guitariste et devient capable de jouer avec le groupe du club quelques jours à peine après avoir commencé l'entraînement. Elle ressemble beaucoup à sa grande sœur qu'elle lui arrive de la remplacer à certains moment sans que personne remarque.
Jun Suzuki (鈴木 純, Suzuki Jun)
Jun est une camarade de classe et amie de Ui et Azusa.
Ui a d'abord essayé, lors de leur première année, de convaincre Jun de rejoindre le club mais Jun a finalement décidé de rejoindre le club de jazz. Plus tard, elle regrettera cette décision. Elle est admirative devant Mio, car elles jouent toutes les deux de la basse.
Megumi Sokabe (曽我部 恵, Sokabe Megumi)
Megumi est l'ancienne présidente du conseil étudiant et fondatrice du Fan Club de Mio (Nodoka la remplaça dans ces deux fonctions lors de sa dernière année).
Elle traque Mio pendant ses derniers jours au lycée parce qu'elle voulait voir Mio encore une fois. Le groupe lui offre une chanson comme cadeau de départ. Megumi devient amie avec Ritsu. Elle aidera Ritsu et Yui pour les examens d'entrée à l'université en leur donnant ses sujets d'examen, car elle est dans la même université que celle où Yui et ses amies se sont inscrites.
Sumire Saitō (斉藤 菫, Saitō Sumire)
Nao Okuda (奥田 直, Okuda Nao)

## Analyse de l'œuvre
Le titre de la série vient du mot japonais Keiongaku (軽音楽), que l'on pourrait traduire en français par « musique soft/pop ».

## Manga
K-ON! est un manga au format yonkoma écrit et illustré par Kakifly. Le manga est publié entre mai 2007 et le 9 avril 2007 dans le magazine Manga Time Kirara (en), édité par Hōbunsha,. Le manga est aussi apparu bimensuellement comme guest dans le magazine Manga Time Kirara Carat (en) en octobre 2008.
Les chapitres publiés dans Manga Times Kirara, entre mai 2011 et juin 2012, se concentrent sur les acteurs principaux alors qu’ils fréquentent l’université,,.
Le premier volume relié a été publié le 26 avril 2008, et le quatrième tome est sorti le 27 septembre 2010. L'acquisition de la licence française a été annoncée lors de Japan Expo 2010, et le premier volume est sorti en juin 2011.
Le retour de la série a été annoncé en février 2011. Deux séries différentes ont alors été publiées : la première se déroulant à l'université a été publiée entre le 9 avril 2011 et le 9 juin 2012 dans le magazine Manga Time Kirara, ; la deuxième se déroulant au lycée a été publiée a été publiée entre le 28 avril 2011 et le 28 juin 2012 dans le magazine Manga Time Kirara Carat,. Ces deux séries ont été compilées chacune en un volume sorti respectivement en septembre et octobre 2012.
Une série dérivée nommée K-ON! Shuffle est prépubliée depuis le 9 juillet 2018 dans le magazine Manga Time Kirara. Un premier volume relié est sorti le 27 février 2020.

### Premier cycle
| no | Japonais          | Japonais          | Français          | Français          |
| no | Date de sortie    | ISBN              | Date de sortie    | ISBN              |
| -- | ----------------- | ----------------- | ----------------- | ----------------- |
| 1  | 26 avril 2008     | 978-4-8322-7693-2 | 16 juin 2011      | 978-2-82030-139-0 |
| 2  | 26 février 2009   | 978-4-8322-7781-6 | 11 août 2011      | 978-2-82030-197-0 |
| 3  | 18 décembre 2009  | 978-4-8322-7869-1 | 1er décembre 2011 | 978-2-82030-245-8 |
| 4  | 27 septembre 2010 | 978-4-8322-7943-8 | 22 février 2012   | 978-2-82030-285-4 |

### Second cycle
| no | Japonais,        | Japonais,         | Japonais,         |
| no | Titre            | Date de sortie    | ISBN              |
| -- | ---------------- | ----------------- | ----------------- |
| 1  | K-ON! college    | 27 septembre 2012 | 978-4-8322-4196-1 |
| 2  | K-ON! highschool | 27 octobre 2012   | 978-4-8322-4209-8 |

### Anthology comic
| no | Japonais          | Japonais          |
| no | Date de sortie    | ISBN              |
| -- | ----------------- | ----------------- |
| 1  | 27 novembre 2009  | 978-4-8322-7866-0 |
| 2  | 27 avril 2010     | 978-4-8322-7908-7 |
| 3  | 26 août 2010      | 978-4-8322-7936-0 |
| 4  | 27 mai 2011       | 978-4-8322-4032-2 |
| 5  | 27 septembre 2011 | 978-4-8322-4065-0 |

### Story Anthology comic
| no | Japonais         | Japonais          |
| no | Date de sortie   | ISBN              |
| -- | ---------------- | ----------------- |
| 1  | 26 novembre 2011 | 978-4-8322-4085-8 |
| 2  | 26 novembre 2011 | 978-4-8322-4086-5 |
| 3  | 27 février 2013  | 978-4-8322-4266-1 |

## Anime

### Série télévisée
L'adaptation en série télévisée d'animation a été annoncée en décembre 2008 dans le magazine Newtype. Celle-ci est produite par le studio Kyoto Animation et réalisée par Naoko Yamada. Elle a été diffusée entre le 3 avril 2009 et le 26 juin 2009 sur les chaînes de télévision japonaises TBS et BS-i. L'opening de la première saison est intitulé Cagayake! Girls et est interprété par Aki Toyosaki avec Yōko Hikasa, Satomi Satō et Minako Kotobuki. L'ending de la première saison se nomme Don't say 'lazy' et est jouée par Hikasa accompagnée de Toyosaki, Satō et Kotobuki. Sept DVD et Blu-ray regroupant l'intégralité de cette saison sont sortis entre le 29 juillet 2009 et le 20 janvier 2010, et un OAV est disponible avec le septième et dernier coffret DVD/Blu-ray. Cette saison est distribuée en France par Kazé,.
Une seconde saison, nommée K-ON!! (けいおん！！, avec deux points d'exclamation), a été officiellement annoncée en décembre 2009, avec la même équipe et les mêmes seiyu que la première adaptation. Elle a été diffusée entre le 6 avril 2010 et le 29 septembre 2010 au Japon sur la chaîne TBS. L'opening de la première partie de la saison 2 (de l’épisode 1 jusqu'à l'épisode 13 inclus) s'intitule Go! Go! Maniac et celui de la seconde partie est Utauyo!!Miracle. L'ending de la première partie de la saison 2 est Listen!! (avec 2 points d'exclamation comme pour le titre) et celui de la seconde partie est No, thank you. On remarque que "Thank" est composé des noms des membres du groupe Tainaka, Hirasawa, Akiyama, Nakano et Kotobuki. Un épisode supplémentaire est ensuite sorti avec le neuvième coffret DVD/Blu-ray.
En février 2011, K-ON! devient la première franchise à dépasser les 500 000 Blu-ray vendus depuis la création du top Oricon.
À l’occasion du cinquième anniversaire de la première saison, un coffret Blu-ray BOX regroupant tous les épisodes sort le 5 mars 2014. Un second coffret regroupant les épisodes de la seconde saison sort ensuite le 19 novembre 2014.

#### Liste des épisodes

##### K-ON! (saison 1)
| No  | Titre français         | Titre japonais | Titre japonais | Date de 1re diffusion |
| No  | Titre français         | Kanji          | Rōmaji         | Date de 1re diffusion |
| --- | ---------------------- | -------------- | -------------- | --------------------- |
| 1   | Dissolution !          | 廃部!          | Haibu!         | 3 avril 2009          |
| 2   | Instruments !          | 楽器!          | Gakki!         | 9 avril 2009          |
| 3   | Révisions intensives ! | 特訓!          | Tokkun!        | 16 avril 2009         |
| 4   | Camp d'été !           | 合宿!          | Gasshuku!      | 23 avril 2009         |
| 5   | Tuteur !               | 顧問!          | Komon!         | 1er mai 2009          |
| 6   | Le Festival du lycée ! | 学園祭!        | Gakuensai!     | 7 mai 2009            |
| 7   | Noël !                 | クリスマス!    | Kurisumasu!    | 14 mai 2009           |
| 8   | Bienvenue !            | 新歓!          | Shinkan!       | 21 mai 2009           |
| 9   | La Nouvelle !          | 新入部員!      | Shinnyū Buin!  | 28 mai 2009           |
| 10  | Encore Un Camp d'été ! | また合宿!      | Mata Gasshuku! | 5 juin 2009           |
| 11  | Galères !              | ピンチ!        | Pinchi!        | 12 juin 2009          |
| 12  | Le Club de musique !   | 軽音!          | Keion!         | 19 juin 2009          |
| 13  | Un Jour d'hiver !      | 冬の日!        | Fuyu no Hi!    | 26 juin 2009          |
| OAV | Live house !           | ライブハウス!  | Raibu Hausu!   | 20 janvier 2010       |

##### K-ON!! (saison 2)
| No                                            | Titre français               | Titre japonais  | Titre japonais       | Date de 1re diffusion |
| No                                            | Titre français               | Kanji           | Rōmaji               | Date de 1re diffusion |
| --------------------------------------------- | ---------------------------- | --------------- | -------------------- | --------------------- |
| 1                                             | La terminale !               | 高3!            | Kō San!              | 7 avril 2010          |
| 2                                             | Le grand ménage              | 整頓!           | Seiton!              | 13 avril 2010         |
| 3                                             | La batteuse                  | ドラマー!       | Doramā!              | 20 avril 2010         |
| 4                                             | Le voyage scolaire !         | 修学旅行!       | Shūgaku Ryokō!       | 27 avril 2010         |
| 5                                             | Pendant leur absence !       | お留守番!       | Orusuban!            | 4 mai 2010            |
| 6                                             | La saison des pluies !       | 梅雨!           | Tsuyu!               | 11 mai 2010           |
| 7                                             | Autour d'un thé !            | お茶会!         | Ochakai!             | 18 mai 2010           |
| 8                                             | L'orientation !              | 進路!           | Shinro!              | 25 mai 2010           |
| 9                                             | Examens de fin de semestre ! | 期末試験!       | Kimatsu Shiken!      | 1er juin 2010         |
| 10                                            | Mademoiselle !               | 先生!           | Sensei!              | 8 juin 2010           |
| 11                                            | Il fait chaud !              | 暑い!           | Atsui!               | 15 juin 2010          |
| 12                                            | Festival d'été !             | 夏フェス!       | Natsu Fesu!          | 22 juin 2010          |
| 13                                            | Vœux d'été !                 | 残暑見舞い!     | Zansho Mimai!        | 29 juin 2010          |
| 14                                            | Les cours d'été !            | 夏期講習!       | Kaki Kōshū!          | 6 juillet 2010        |
| 15                                            | Le marathon                  | マラソン大会!   | Marason Taikai!      | 13 juillet 2010       |
| 16                                            | Les filles                   | 先輩!           | Senpai!              | 20 juillet 2010       |
| 17                                            | Plus de salle !              | 部室がない!     | Bushitsu ga Nai!     | 27 juillet 2010       |
| 18                                            | Le rôle principal !          | 主役!           | Shuyaku!             | 3 août 2010           |
| 19                                            | Roméo et Juliette !          | ロミジュリ!     | Romi Juri!           | 10 août 2010          |
| 20                                            | Le festival continue !       | またまた学園祭! | Mata Mata Gakuensai! | 17 août 2010          |
| 21                                            | L'album souvenir !           | 卒業アルバム!   | Sotsugyō Arubamu!    | 24 août 2010          |
| 22                                            | Les examens !                | 受験!           | Juken!               | 31 août 2010          |
| 23                                            | Après les cours !            | 放課後!         | Hōkago!              | 7 septembre 2010      |
| 24                                            | Cérémonie des diplômes !     | 卒業式!         | Sotsugyōshiki!       | 14 septembre 2010     |
| 25                                            | Réunion de planification !   | 企画会議!       | Kikaku Kaigi!        | 21 septembre 2010     |
| Note : se déroule entre les épisodes 21 et 22 |                              |                 |                      |                       |
| 26                                            | Visite !                     | 訪問!           | Hōmon!               | 28 septembre 2010     |
| Note : se déroule entre les épisodes 22 et 23 |                              |                 |                      |                       |
| OAV                                           | Plan !                       | 計画!           | Keikaku!             | 16 mars 2011          |
| Note : se déroule entre les épisodes 13 et 14 |                              |                 |                      |                       |

### Film d'animation
Une adaptation en film d'animation a été annoncée à la fin du dernier épisode de la saison 2. Celui-ci est sorti le 3 décembre 2011 au Japon.
Le film suit les personnages du groupe alors qu’elles sont encore au lycée. L'action se déroule dans un café londonien inspiré du Troubadour (café londonien) (en).
Les DVD et Blu-ray du film sont sortis le 18 juillet 2012.
En deux jours, le film a généré 316 millions de yens, et plus de 1,9 milliard de yens en mai 2012.
En France, le film est disponible depuis le 10 février 2016 chez Kazé en DVD et Blu-ray.

### Musique
Au Japon, le succès est tel qu'une trentaine de disques a déjà été commercialisée à ce jour. On y trouve des bandes-originales des musiques d'ambiance de l'anime, d'autres suivant un format « single » plus traditionnel avec les chansons interprétées par le groupe et certains disques dédiés à un seul personnage. Ces produits dérivés sont des succès commerciaux majeurs, certains certifiés disques d'or.
Un coffret regroupant tous les disques des chansons et bandes-originales de K-ON! (ainsi que des morceaux inédits), intitulé K-ON! Music History's BOX, sort le 20 mars 2013.

### Doublage
| Personnages      | Voix japonaises | Voix françaises   |
| ---------------- | --------------- | ----------------- |
| Yui Hirasawa     | Aki Toyosaki    | Jennifer Fauveau  |
| Mio Akiyama      | Yōko Hikasa     | Nayéli Forest     |
| Ritsu Tainaka    | Satomi Satō     | Caroline Mozzone  |
| Tsumugi Kotobuki | Minako Kotobuki | Marie Diot        |
| Azusa Nakano     | Ayana Taketatsu | Frédérique Marlot |
| Ui Hirasawa      | Madoka Yonezawa | Caroline Combes   |
| Nodoka Manabe    | Chika Fujitō    | Gwenaëlle Julien  |
| Sawako Yamanaka  | Asami Sanada    | Jessie Lambotte   |
| Jun Suzuki       | Yoriko Nagata   | Nathalie Bienaimé |

## Accueil

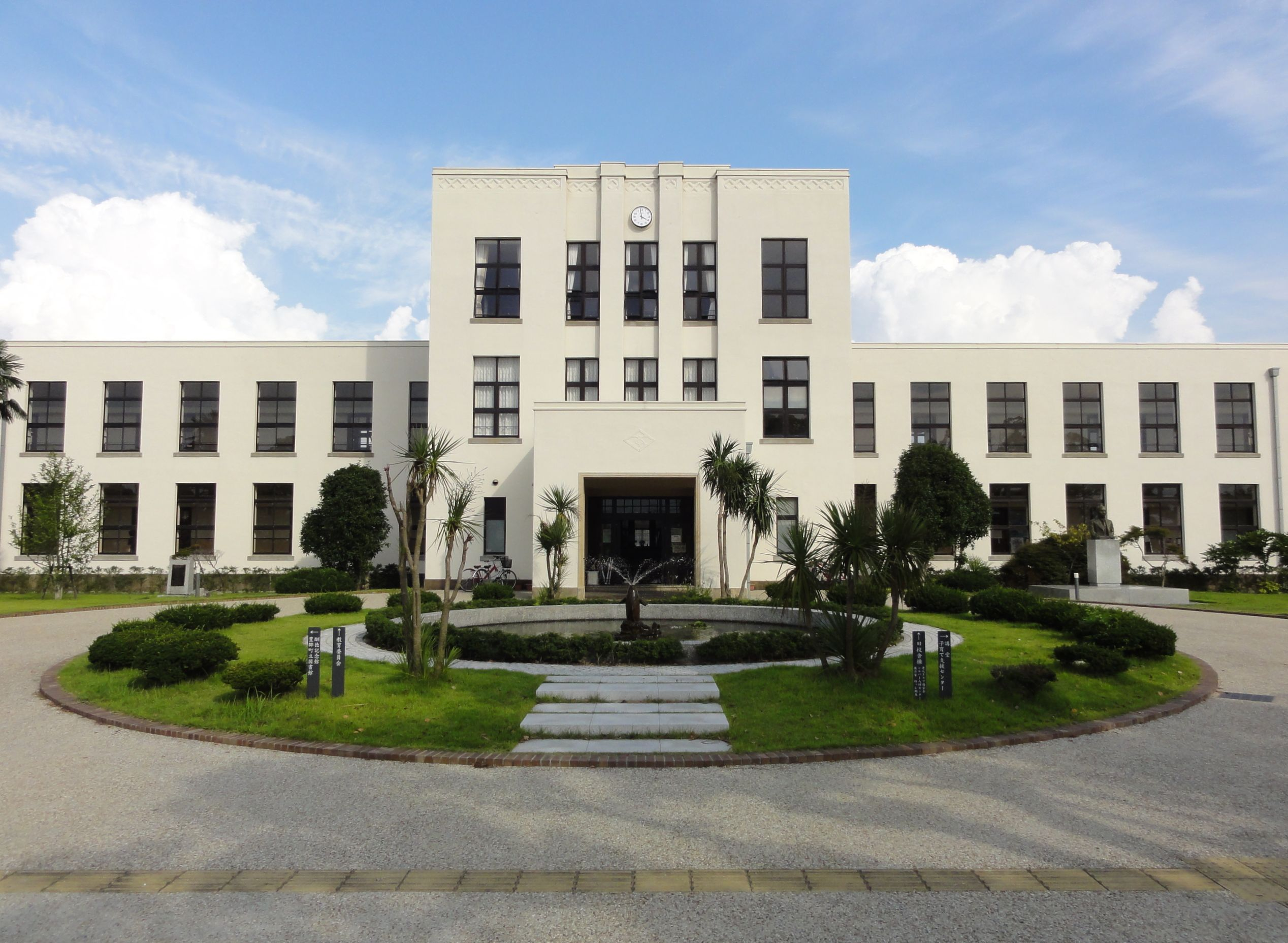
École de Toyosato, présente dans l'anime, régulièrement visitée par des fans.

### Ventes
Le premier volume de manga de K-On ! a été le 30e volume de manga le plus vendu au Japon pour la semaine du 27 avril au 3 mai 2009, avec plus de 26 500 volumes vendus cette semaine là.
En 2011, Nikkei Entertainment magazine a annoncé que la franchise avait rapporté 15 milliards de yen.

### Popularité
Au début de septembre 2010, le gouvernement de la préfecture de Kyoto a mis en place une campagne publicitaire avec les personnages de K-On !! pour promouvoir le recensement et encourager les gens à se faire recenser. En 2011, Sharp et Bandai ont annoncé leur intention de lancer conjointement une calculatrice avec des dessins des personnages de K-On !.